# Piotr Mowlik
Piotr Mowlik (* 21. April 1951 in Orzepowice) ist ein ehemaliger polnischer Fußballspieler.

## Vereinskarriere
Mowlik begann seine Laufbahn in den Jugendabteilungen von Zuch Orzepowice, ROW Rybnik und Unia Racibórz, bevor er 1971 zu Legia Warschau kam. Hier debütierte er in der Ekstraklasa und sichert sich im Laufe seiner zweiten Saison den Stammplatz im Tor. 1974 wurde er zum ersten Mal ins polnische Nationalteam berufen. 1977 wechselte er zum Ligakonkurrenten Lech Posen, wo er bis zu seinem Karriereende 1983 sehr erfolgreich spielte.

## Nationalmannschaft
Für die polnische Fußballnationalmannschaft absolvierte Piotr Mowlik 21 Spiele und nahm mit Polen an der WM 1982 in Spanien teil, wo er mit seiner Mannschaft den dritten Platz errang.

## Wissenswertes
Sein Sohn Mariusz Mowlik wie auch sein Neffe David Topolski sind ebenfalls Fußballprofis. Sein Sohn Mariusz spielte schon sogar 1-mal für die polnische Fußballnationalmannschaft.

## Erfolge
- 1× Polnischer Meister (1983)
- 2× Polnischer Pokalsieger (1973, 1982)
- 1× WM-Teilnahme (1982)
- 1× WM-Dritter (1982)
- 1× Olympische Silbermedaille (1976)